# بکزات آلماز اولو
بکزات آلماز اولو (به انگلیسی: Bekzat Almaz Uulu،  زادهٔ ۳ دسامبر ۲۰۰۰) یک کشتی‌گیر آزادکار اهل کشور قرقیزستان است. وی سابقه حضور در المپیک ۲۰۲۴ پاریس را دارد. 

## فعالیت حرفه‌ای

### المپیک ۲۰۲۴ پاریس
آلماز اولو در وزن ۵۷ کیلوگرم کشتی آزاد المپیک ۲۰۲۴ پاریس حاضر بود که در دور اول میرامبک کارتبای از قزاقستان را شکست داد اما در دور بعد از اسپنسر لی از آمریکا شکست خورد و با توجه به حضور این کشتی‌گیر در فینال، به دیدار شانس مجدد رفت. او در مرحله شانس مجدد زو وانهو از چین را شکست داد اما در دیدار رده‌بندی به غلام‌جان عبدالله‌یف از ازبکستان باخت و پنجم شد.